# Pontiac Sunbird
La Sunbird è un'autovettura prodotta dalla Pontiac dal 1975 al 1980 e dal 1982 al 1994.

## Il contesto
La Sunbird è stato il secondo modello dalle dimensioni relativamente contenute offerto dalla Pontiac negli anni settanta. Non è stata in produzione nel 1981, cioè tra la prima e la seconda serie.
Nel 1982 il modello è stato denominato J2000, mentre all'inizio del 1983 la vettura è stata rinominata 2000. Dal 1984 il modello tornò ad essere chiamato Sunbird. Solo nell'ultimo anno citato la versione cabriolet fu denominata 2000 Sunbird. Nel 1995 il modello fu sostituito dalla Sunfire. Durante gli anni in cui fu in produzione, la Sunbird venne offerta in versione coupé, cabriolet, hatchback, berlina e familiare.
Dal 1975 al 1980 il modello fece parte della categoria delle vetture subcompact, mentre dal 1982 al 1994 di quella delle vetture compact.

## La prima serie: (1976–1980)

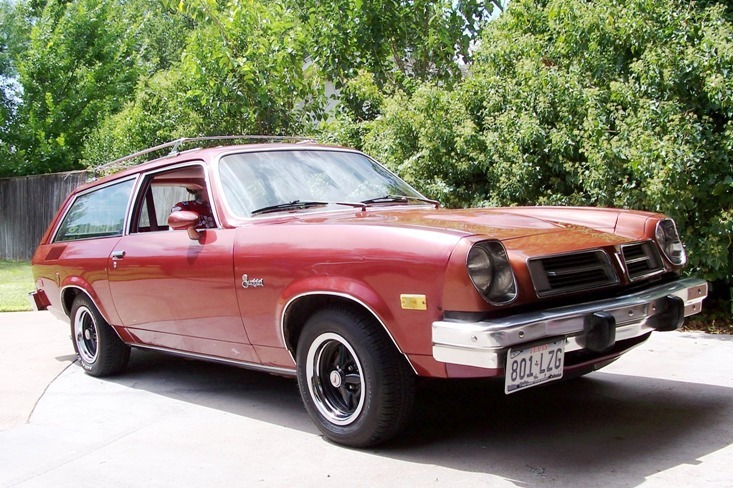
Una Pontiac Sunbird familiare del 1979

La prima serie della Sunbird faceva parte della categoria di auto subcompact, e venne introdotta nel settembre 1975. Poteva ospitare quattro passeggeri, e restò in produzione dal model year 1976 al model year 1980. Questa prima generazione della Sunbird derivava dalla Chevrolet Vega, con cui condivideva il passo e la larghezza. Costruita sul pianale H della General Motors, la Sunbird aveva tra le rivali più dirette altre auto sportive a due porte come la Toyota Celica, la Ford Capri e la Ford Mustang.
Questa prima serie di Sunbird era assemblata a Lordstown, a South Gate, a Sainte-Thérèse (Canada) e a Ramos Arizpe (Messico).

### Caratteristiche tecniche
La prima serie del modello era a trazione posteriore e possedeva un assale rigido al retrotreno. Il motore offerto di serie era a quattro cilindri in linea da 2.287 cm³ di cilindrata. Equipaggiato con un carburatore monocorpo e con un monoblocco in alluminio, erogava una potenza di 78 CV a 4.200 giri al minuto. Il cambio montato di serie era manuale a quattro rapporti, mentre una trasmissione manuale a cinque velocità e un cambio automatico a tre rapporti erano offerti tra gli optional. Il motore era anche disponibile con un carburatore a doppio corpo, che faceva salire la potenza a 87 CV a 4.400 giri al minuto. Oltre a quest'ultimo, era possibile avere altri motori. Più precisamente erano disponibili un quattro cilindri in linea da 2,5 L, un V6 Buick da 3,8 L che erogava 110 CV a 4.000 giri al minuto, ed un V8 Chevrolet da 5 L. Tutti questi motori erano montati anteriormente.
L'avantreno era a quadrilateri con molle elicoidali e barra antirollio. Le sospensioni posteriori erano invece a ponte torcente, ed anche in questo caso erano installate molle elicoidali e barra antirollio. Era montato un servosterzo ad incidenza variabile ed a circolazione di sfere. I freni anteriori erano a disco ventilati, mentre quelli posteriori erano a tamburo. Di serie era offerto il servofreno.

### I cambiamenti anno per anno
Nel 1977 venne aggiunta all'offerta la versione hatchback, che denotava una certa somiglianza con la Ferrari 365 GTC4.
Tutte le Sunbird possedevano, montato di serie, un nuovo motore a quattro cilindri in linea da 2,5 L di cilindrata che erogava 90 CV a 4.400 giri al minuto. Questo propulsore aveva in dotazione un carburatore doppio corpo Holley. Il pacchetto opzionale Formula era disponibile per le versioni coupé ed hatchback; comprendeva un coperchio valvole cromato, uno spoiler in tre pezzi, delle decalcomanie e un volante speciale.
Nel 1978 e nel 1979 venne aggiunta la versione familiare, che era stata addizionata all'offerta poiché la Pontiac Astre, la cui gamma comprendeva una versione station wagon, fu tolta dal mercato. Fu anche eliminato dall'offerta il motore da 2,3 L.
Nel 1979, comparve sul mercato il motore V8 Chevrolet da 5 L, e venne offerto tra gli optional per le versioni hatchback e tre volumi. Per le familiari questo fu l'ultimo anno. Gli altri motori opzionali commercializzati nell'anno citato furono il V6 da 3,8 L ed il quattro cilindri in linea da 2,5 L. L'aria condizionata fu disponibile con il cambio manuale a quattro velocità e con la trasmissione automatica a tre rapporti.
Il 1980 fu l'ultimo anno di produzione della prima serie della Sunbird. In questo ultimo anno fu tolto dal mercato il motore V8. L'anno in questione fu caratterizzato anche da un'intensa produzione, in modo da rifornire abbondantemente gli stock presenti in ogni punto vendita, in attesa del modello successivo.
Nei cinque anni in cui questa serie di Sunbird fu in produzione, vennero assemblati 479.967 esemplari.

## La seconda serie: (1982–1988)

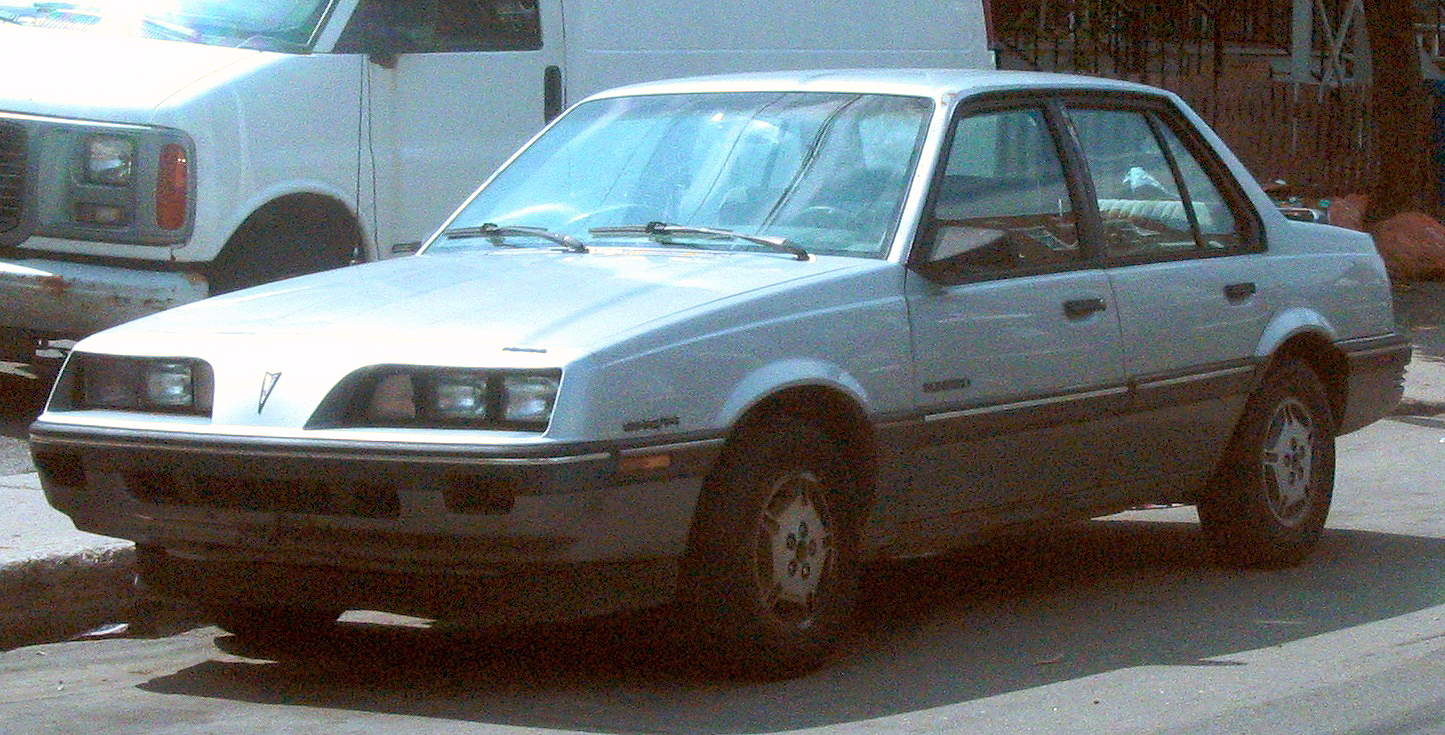
Una Pontiac Sunbird berlina del 1988

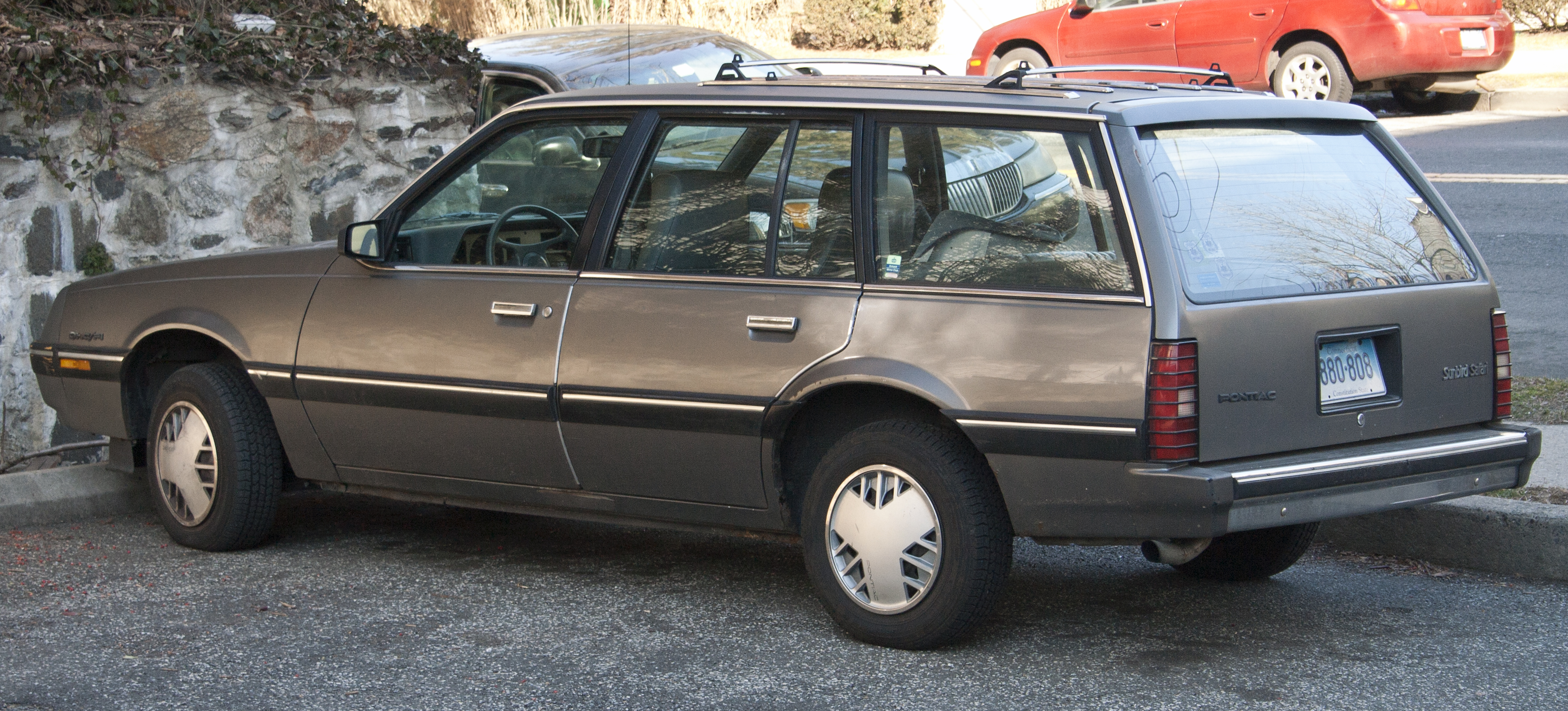
Una Pontiac Sunbird familare del 1987

Nel 1982 la Sunbird, che era a trazione posteriore, fu sostituita da un nuovo modello compact a trazione anteriore, la J2000. Al momento del lancio, le carrozzerie disponibili furono berlina, coupé, familiare e hatchback. Erano due i motori disponibili, entrambi a quattro cilindri in linea, più precisamente uno da 1,8 L e l'altro da 2 L. La J2000 condivideva il pianale J della General Motors con la Chevrolet Cavalier, la Oldsmobile Firenza, la Buick Skyhawk, la Cadillac Cimarron e, in Europa, la Opel Ascona C.
Nel 1983 il prefisso "J" venne eliminato, e quindi il modello fu denominato semplicemente come 2000. Questa fu una mossa di marketing che venne ideata per far percepire il modello come una versione rimpicciolita della Pontiac 6000; i due modelli infatti si assomigliavano. Nell'anno in questione i due motori disponibili l'anno precedente vennero sostituiti da un nuovo propulsore con distribuzione monoalbero da 1,8 L, che era importato dalla General Motors dal Brasile e produceva 85 CV di potenza. Questo motore possedeva un sistema d'iniezione elettronica con corpo farfallato, e ciò lo differenziava dai motori del 1982, che avevano l'impianto d'alimentazione a carburatore. Un cambio manuale a cinque rapporti fu offerto tra gli optional. Nel 1983 fu anche introdotta la versione cabriolet, che era chiamata 2000 Sunbird.
Il 1984  vide l'introduzione di una linea più arrotondata e meno spigolosa. Inoltre, l'intera gamma venne rinominata 2000 Sunbird. Venne introdotto anche un motore sovralimentato a quattro cilindri in linea; basato sul propulsore da 1,8 L che caratterizzava molti modelli degli anni precedenti, erogava 150 CV e possedeva un sistema ad iniezione multi-point. Questo motore era più potente di molti altri motori V6 dell'epoca e fu decisamente popolare.
Nel 1985 non ci furono novità di rilievo, tranne che per il nome del modello. Infatti, il prefisso "2000" venne eliminato, e quindi il modello fu denominato semplicemente come Sunbird.
Nel 1986 venne lanciato un modello GT: possedeva il motore sovralimentato montato di serie, oltre che dei parafanghi profilati e dei fari a scomparsa. Questo modello GT era disponibile in versione berlina, coupé o cabriolet. La GT berlina era molto rara, dato che ne vennero prodotti meno di 5.000 esemplari. La versione più rara fu comunque la cabriolet, visto che ne vennero assemblati meno di 1.300 unità.
Nel 1987 il quadro strumenti fu rinnovato, e vennero messi sul mercato nuovi motori. Il quadro strumenti possedeva ora una disegno differente, e sui modelli con motore sovralimentato era presente un tachimetro, la cui scala si estendeva fino a 120 MPH, diversamente quindi dai modelli sovralimentati precedenti, che invece possedevano un tachimetro che arrivava a 85 MPH. I nuovi motori erano versioni maggiorate del propulsore da 1,8 L, e raggiungevano i 2 L di cilindrata. Il motore base era ancora a iniezione con corpo farfallato, ed erogava 96 CV, mentre quello sovralimentato sviluppava 165 CV. Venne anche ridisegnato il frontale, ed il cambio manuale a quattro rapporti fu tolto dall'offerta.
Anche questa serie del modello possedeva il motore montato anteriormente. Venne assemblata a Lordstown, a South Gate ed a Ramos Arizpe in Messico. Nel secondo stabilimento menzionato, venne prodotta però solo nel 1982.

## La terza serie: (1988–1994)

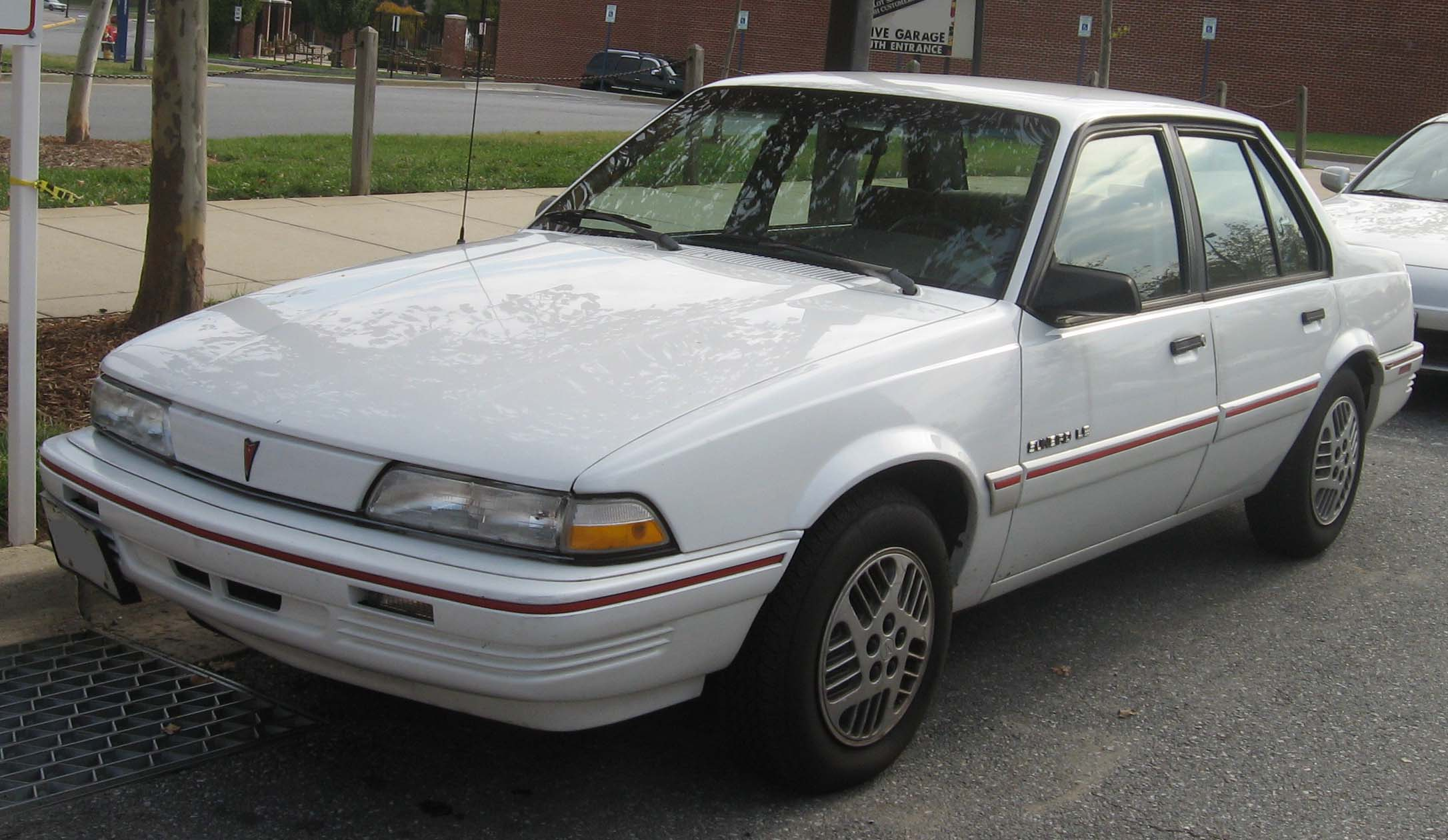
Pontiac Sunbird LE berlina terza serie

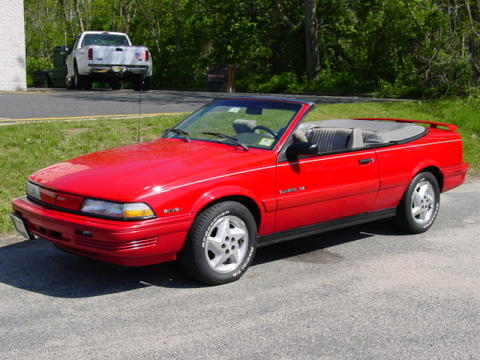
Una Pontiac Sunbird SE cabriolet del 1993

Nel 1988 fu introdotta la terza serie della Sunbird, che mantenne questo nome fino alla fine della produzione, nel 1994. Gli allestimenti offerti per le berline e per le coupé furono base, SE e GT. La Sunbird SE coupé, SE berlina, la GT coupé e GT cabriolet possedevano dei fari a scomparsa, una caratteristica che comparve originariamente sulla Isuzu Impulse, e che somigliava nell'aspetto, quando i fari erano accesi, a delle palpebre aperte. I motori disponibili erano i due propulsori da 2 L della serie precedente, uno aspirato e l'altro sovralimentato. La General Motors cancellò il nome Safari dalle Sunbird familiari.
Nel 1989 la linea della parte anteriore del modello base, che fu rinominato LE, venne arrotondata. Alla gamma offerta venne aggiunta una versione coupé; possedeva le stesse caratteristiche della LE berlina, ma era meno costosa. La berlina SE venne tolta dal mercato. Su tutti i modelli venne aggiunto un nuovo cruscotto. Esso assomigliava a quello montato sulla Pontiac Grand Prix, che fu ridisegnato nel 1988. Il cambiamento più importante, rispetto al cruscotto precedente, fu la posizione dello stereo. Oltre alla radio AM/FM, che era offerta di serie e venne collocata nella parte superiore del cruscotto, potevano essere ordinati il mangianastri ed il lettore CD. Quest'ultimo era una novità del 1989, ed entrambi, se ordinati, venivano collocati nella parte inferiore del cruscotto.
Nel 1990 le coupé GT e SE ricevettero una parte anteriore più arrotondata con fari a scomparsa. La GT cabriolet venne tolta dal mercato, e fu sostituita da una versione cabriolet LE, che conservò le sospensioni e lo sterzo. Gli attacchi delle cinture di sicurezza erano montati sulle portiere.
Nel 1991 il motore sovralimentato venne tolto dal mercato, e fu sostituito dal propulsore V6 da 3,1 L di cilindrata della Chevrolet Cavalier. Quest'ultimo, era ad iniezione ed erogava 140 CV di potenza a 5.200 giri al minuto e 251 N•m di coppia a 4.800 giri al minuto. Sebbene il motore fosse meno performante del propulsore sovralimentato, la potenza veniva erogata in maniera più rapida e morbida rispetto a quest'ultimo, con circa gli stessi consumi. Questo motore V6 poteva essere ordinato su qualsiasi versione, eccetto che sul nuovo modello base del 1991. La coupé SE ebbe in dotazione il frontale della coupé LE, ma la versione GT poteva essere ordinata con il pacchetto sportivo specifico della SE coupé.
Il cambiamento più importante del 1992 fu l'aggiornamento del motore base. Il sistema dell'iniezione venne cambiato, e ciò portò alla diminuzione dei consumi ed all'aumento della potenza. Fu ancora disponibile la berlina SE. La versione base venne tolta dal mercato, mentre la cabriolet venne spostata dalla versione LE alla versione SE.
L'unico cambiamento del 1993 fu l'aggiunta dello sbrinatore al lunotto delle cabriolet.
Mentre la Sunbird si avvicinava alla fine della sua carriera, gli allestimenti vennero semplificati. La SE berlina, la SE cabriolet e la GT coupé non furono disponibili per il 1994, mentre la LE berlina, la LE coupé, la LE cabriolet (che fu spostata dalla versione SE alla versione LE) e la SE coupé rimasero in listino per un altro anno. La SE coupé era essenzialmente una GT coupé del 1993 a prezzo inferiore.
Questa serie di Sunbird, che era basata sul pianale J della General Motors, venne assemblata a Lordstown e a Ramos Arizpe. Possedeva il motore montato anteriormente e la trazione all’avantreno. Furono disponibili due cambi, uno manuale a cinque rapporti, ed una trasmissione automatica a tre velocità.
L'ultimo esemplare di Sunbird uscì dalle catene di montaggio il 27 aprile 1994. Il modello fu sostituito dalla Pontiac Sunfire.

## La versione GT

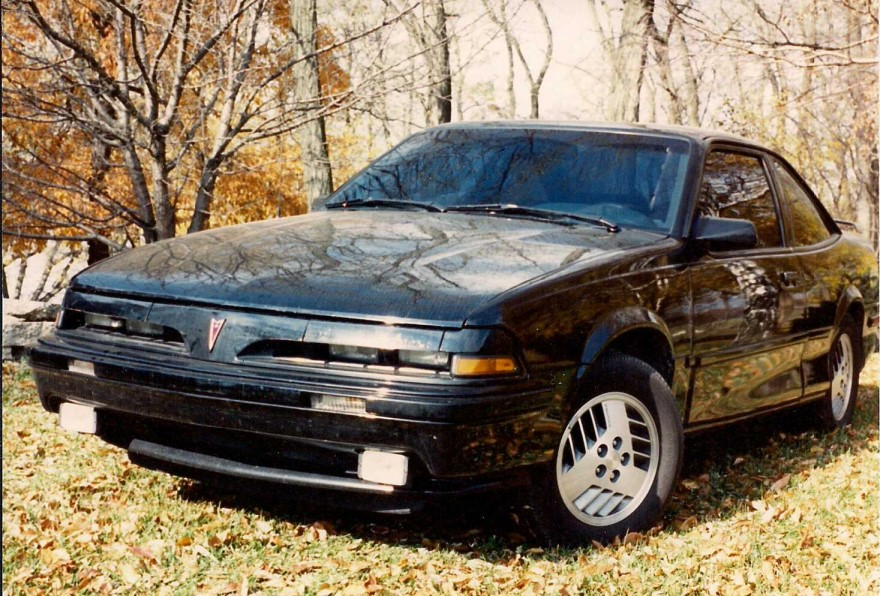
Una Pontiac Sunbird GT del 1990

La Sunbird GT venne introdotta nel 1986 in versione coupé, berlina, cabriolet e fastback. Inizialmente era installato un motore a quattro cilindri in linea sovralimentato da 1,8 L di cilindrata. Nel primo periodo in cui fu disponibile, il motore produceva 150 CV, ma in seguito la potenza fu incrementata a 165 CV.
Tutte le GT possedevano dei fanali anteriori a scomparsa e dei parafanghi profilati. Inoltre, erano presenti delle scritte riportanti la dicitura "Turbo GT" in sostituzione delle scritte standard, ad eccezione delle versioni aspirate, dove le scritte "Sunbird" vennero sostituite dalle diciture "Sunbird GT". La berlina fu tolta dall'offerta nel 1988. Nel 1989 gli interni furono ridisegnati. La cabriolet fu tolta dal mercato nel 1990, mentre il motore sovralimentato nel 1991. A rimpiazzare il quattro cilindri sovralimentato fu il V6 da 3,1 L, che produceva 140 CV e che erogava la potenza in maniera più rapida e morbida rispetto alla versione turbo. Dopo il 1993, la coupé GT diventò SE coupé.

## La Sunbird in Messico
La Sunbird fu introdotta in Messico nel 1992. Prima di questa data, la Sunbird era venduta nel paese americano citato come Chevrolet Cavalier.

## Motorizzazioni
Le Sunbird era equipaggiata con uno dei seguenti motori:
- 1982: 1,8 L, alimentazione a carburatore, valvole in testa, quattro cilindri in linea;
- 1982: 2 L carburatore, valvole in testa, quattro cilindri in linea;
- 1983–1986: 1,8 L, alimentazione ad iniezione, distribuzione monoalbero, quattro cilindri in linea;
- 1983–1986: 1,8 L, alimentazione ad iniezione, sovralimentato, distribuzione monoalbero, quattro cilindri in linea;
- 1987–1991: 2 L, alimentazione ad iniezione, distribuzione monoalbero, quattro cilindri in linea;
- 1987–1990: 2 L, alimentazione ad iniezione, sovralimentato, distribuzione monoalbero, quattro cilindri in linea;
- 1991–1994: 3,1 L, V6 a 60°;
- 1992–1994: 2 L, alimentazione ad iniezione, distribuzione monoalbero, quattro cilindri in linea;